# Otakar Švec
Otakar Švec (Praga, 23 de noviembre de 1892-Praga, 3 de marzo de 1955) fue un escultor checo conocido por su Monumento a Stalin en Praga.

## Trayectoria
Švec fue alumno de Josef Václav Myslbek y Jan Štursa. En 1924 creó la escultura Sunbeam – motorista (por la marca inglesa de motocicletas Sunbeam), que en la actualidad se encuentra en la Galería Nacional de Praga. También creó estatuas de Tomáš Masaryk, Jan Hus y Franklin Delano Roosevelt, aunque las dos primeras fueron destruidas por los nazis, mientras que la tercera lo fue por los comunistas tras el golpe de Praga.
Švec se presentó a un concurso público en 1949 para levantar un monumento a Stalin, sin esperar ganar. La obra se demoró mucho más allá de los dos años previstos. Tras la muerte de Stalin en 1953, el nuevo líder soviético, Nikita Jrushchov, renegó del culto a la personalidad estalinista en su Discurso secreto, lo que cambió definitivamente el ambiente político en el Bloque del Este. El propio Švec ya no quiso tener nada que ver con la obra, y el 3 de marzo de 1955, dos meses antes de que se inaugurara el monumento el 1.º de Mayo, se suicidó.